# 拟山亮腹蛛
拟山亮腹蛛（学名：Singa alpigenoides）为园蛛科亮腹蛛属的动物。在中国大陆，分布于湖北等地。该物种的模式产地在湖北。